# West Sussex
West Sussex – hrabstwo administracyjne (niemetropolitalne) i  ceremonialne w południowo-wschodniej Anglii, w regionie South East England, położone nad kanałem La Manche, w zachodniej części historycznego hrabstwa Sussex.
Powierzchnia hrabstwa wynosi 1991 km², a liczba ludności – 806 900 mieszkańców (2011). Ośrodkiem administracyjnym hrabstwa i jedynym miastem posiadającym status city jest Chichester. Największym miasta na terenie hrabstwa to Worthing, Crawley, Bognor Regis, Littlehampton, Shoreham-by-Sea, Horsham, Haywards Heath oraz Burgess Hill.
Na znacznym obszarze West Sussex ma charakter wiejski. Większe ośrodki miejskie skoncentrowane są w południowej, nadmorskiej części hrabstwa oraz na północnym wschodzie, gdzie znajduje się także port lotniczy Gatwick.
Przez hrabstwo przebiega pasmo wzgórz South Downs.
Na zachodzie West Sussex graniczy z hrabstwem Hampshire, na północy z Surrey a na wschodzie z East Sussex.

## Podział administracyjny
W skład hrabstwa wchodzi siedem dystryktów.
1. Worthing
2. Arun
3. Chichester
4. Horsham
5. Crawley
6. Mid Sussex
7. Adur